# Gyalshing
Gyalshing ou Geyzing est un village indien situé dans l'État indien du Sikkim, anciennement dans le district du Sikkim occidental, et depuis 2021 dans le district de Gyalshing.